# Albin Kurtenacker
Albin Kurtenacker (* 12. August 1886 in Unter-Themenau, Niederösterreich; † 1. April 1962 in Wiesbaden) war ein Chemiker (Analytische Chemie) und Hochschullehrer an der TU Brünn.

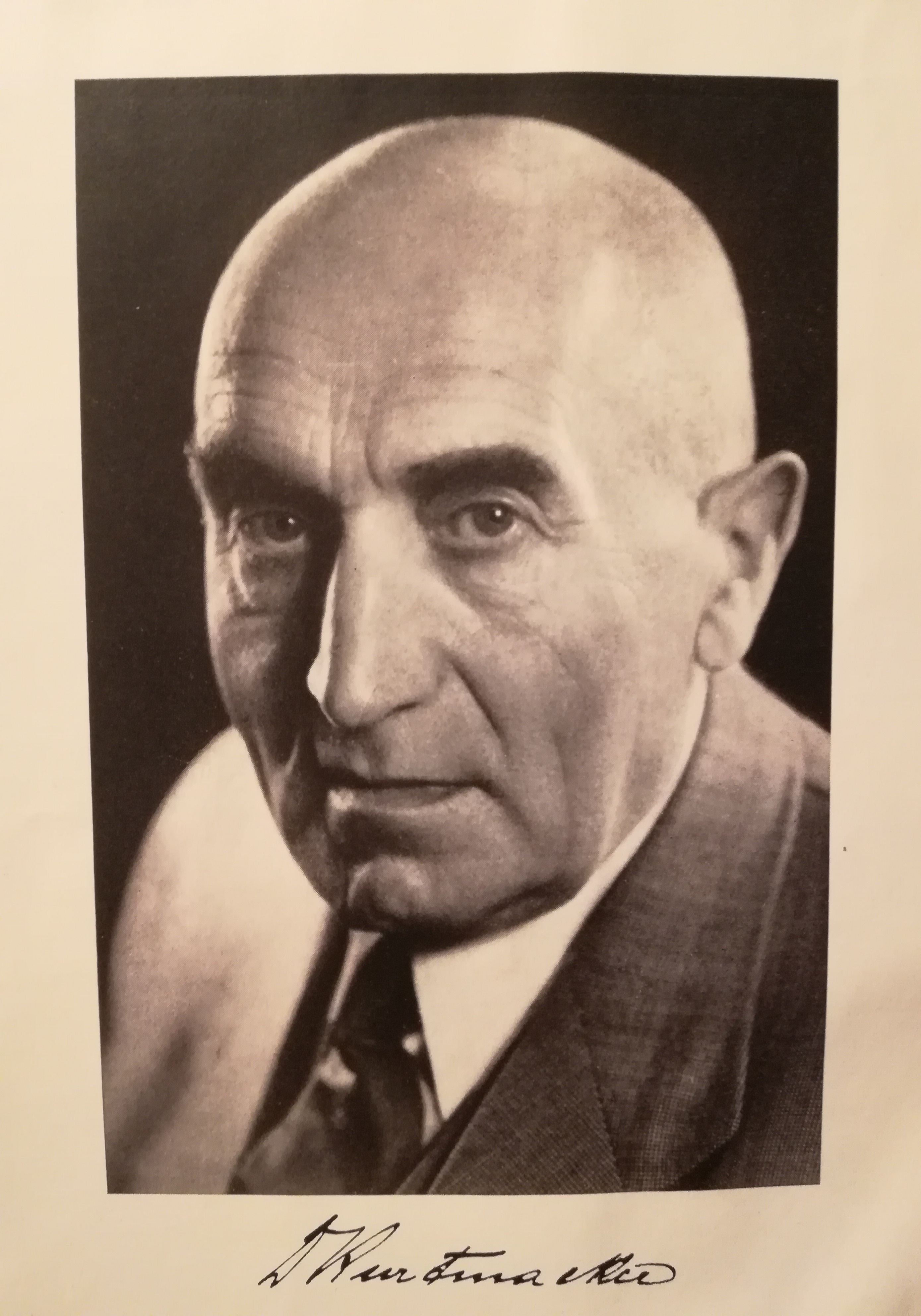
Albin Kurtenacker

## Leben
Kurtenacker wurde 1886 in Unter-Themenau geboren. Ab 1904 studierte er an der Technischen Hochschule Brünn Chemie und ab 1906 an der Technischen Hochschule Wien sowie an der Technischen Hochschule in Delft. Ab 1908 war er Assistent an der TH Brünn, wurde dort 1911 promoviert und 1914 habilitiert. 1915 wurde er Privatdozent in Brünn. Während des Ersten Weltkrieges diente er von 1915 bis 1918 als Ing.-Offizier in der Österreichischen Armee. 1923 wurde er außerordentlicher Professor und 1929 ordentlicher Professor für Analytische Chemie und leitete die anorganische Abteilung. Zu seinen bekannten Doktorsöhnen gehörte zum Beispiel Fritz Stastny, Erfinder des Styropor, der 1933 bei ihm mit dem Thema Zerfallsvorgänge in Polythionatlösungen zum Dr.-Ing. promoviert wurde.
1939 wurde er durch die nationalsozialistische Regierung aus seinem Hochschulamt entlassen. Nach seiner Flucht nach Westdeutschland war er ab 1946 am Chemischen Labor Fresenius in Wiesbaden tätig. Dort war bereits sein Vater von 1877 bis 1879 als Student und Assistent tätig. Albin Kurtenacker hielt dort im Rahmen der Ausbildung der Chemotechniker Vorlesungen über anorganische und analytische Chemie. Ab 1947 war er mit der Wiederherausgabe der „Fresenius’ Zeitschrift für Analytische Chemie. Begründet von Remigius Fresenius. Herausgegeben von Wilhelm Fresenius und Albin Kurtenacker“ betraut. 1952 gab Albin Kurtenacker zum großen Bedauern aller Studierenden die Vorlesungen wieder auf, da ihn die Arbeit mit der Herausgabe der Zeitschrift voll in Anspruch nahm.
Er befasste sich anfangs mit Schwefelverbindungen, danach mit der Oxidation von Hydroxylamin und Nachweisen für Hydroxylamin und Hydrazin. 1931/32 entwickelte er eine maßanalytische Bestimmungsmethode für Persulfationen und in den 1930er Jahren befasste er sich mit Polythionsäuren und deren Salzen. Außerdem befasste er sich mit Fluoriden, deren Doppelsalzen und der maßanalytischen Fluor-Bestimmung.
Ab 1947 gab er Fresenius’ Zeitschrift für Analytische Chemie heraus. Der 152. Band von 1956 ist Kurtenacker zu seinem 70. Geburtstag gewidmet.

## Schriften
- Analytische Chemie der Sauerstoffsäuren des Schwefels, 1938 und über 60 weitere Veröffentlichungen sowie Mitarbeit an diverser Fachliteratur und chemischen Nachschlagewerken. Unter anderem Abbeg’s Handbuch der anorganischen Chemie und dem Handbuch der analytischen Chemie von R. Fresenius und Gerhart Jander.